# Saison 2016-2017 des Lakers de Los Angeles
La saison 2016-2017 des Lakers de Los Angeles est la 70e saison de la franchise des "Lakers" (sans compter le Detroit Gems de la saison 1946-1947 dans la NBL) et sa 68e saison en NBA.

## Draft
| Tour | Choix | Joueur         | Poste | Nationalité | Provenance            |
| ---- | ----- | -------------- | ----- | ----------- | --------------------- |
| 1    | 2     | Brandon Ingram | SF    | États-Unis  | Blue Devils de Duke   |
| 2    | 32    | Ivica Zubac    | C     | Croatie     | KK Mega Leks (Serbie) |

## Matchs

### Summer League
| Summer League Total: 3-2 |

| Match | Date match | Équipe       | Score   | Meilleur marqueur     | Meilleur marqueur     | Meilleur passeur     | Lieux Spectateurs    | Série |
| ----- | ---------- | ------------ | ------- | --------------------- | --------------------- | -------------------- | -------------------- | ----- |
| 1     | 8 juillet  | New Orleans  | V 85-65 | D'Angelo Russell (20) | D'Angelo Russell (11) | D'Angelo Russell (6) | Thomas & Mack Center | 1 - 0 |
| 2     | 9 juillet  | Philadelphie | V 70-69 | D'Angelo Russell (22) | Nance, Jr., Zubac (8) | D'Angelo Russell (5) | Thomas & Mack Center | 2 - 0 |
| 3     | 11 juillet | Golden State | V 78-65 | D'Angelo Russell (26) | Jarvis Varnado (10)   | Xavier Munford (4)   | Thomas & Mack Center | 3 - 0 |
| 4     | 14 juillet | Cleveland    | D 80-88 | D'Angelo Russell (19) | Larry Nance, Jr. (10) | D'Angelo Russell (4) | Thomas & Mack Center | 3 - 1 |
| 5     | 15 juillet | Utah         | D 88-92 | Brandon Ingram (22)   | Ivica Zubac (11)      | Ingram, Munford (4)  | Thomas & Mack Center | 3 - 2 |

### Pré-saison
| Pré-saison Total: 2-6 (Domicile : 2-6 ; Extérieur : 0-0) |

| Match | Date match | Équipe       | Score          | Meilleur marqueur     | Meilleur rebondeur   | Meilleur passeur      | Lieux Spectateurs         | Série |
| ----- | ---------- | ------------ | -------------- | --------------------- | -------------------- | --------------------- | ------------------------- | ----- |
| 1     | 4 octobre  | Sacramento   | V 103-84       | Williams, Black (15)  | Timofey Mozgov (9)   | Russell, Calderón (3) | Honda Center              | 1 - 0 |
| 2     | 7 octobre  | Denver       | D 97-101       | D'Angelo Russell (21) | Julius Randle (6)    | D'Angelo Russell (5)  | Staples Center            | 1 - 1 |
| 3     | 9 octobre  | Denver       | V 124-115      | D'Angelo Russell (33) | Tarik Black (5)      | Julius Randle (5)     | Staples Center            | 2 - 1 |
| 4     | 11 octobre | Portland     | D 106-109 (OT) | Jordan Clarkson (15)  | Julius Randle (13)   | Marcelo Huertas (5)   | Staples Center            | 2 - 2 |
| 5     | 13 octobre | Sacramento   | D 104-116      | D'Angelo Russell (31) | Julius Randle (10)   | D'Angelo Russell (11) | T-Mobile Arena            | 2 - 3 |
| 6     | 15 octobre | Golden State | D 107-112      | Nick Young (17)       | Julius Randle (7)    | D'Angelo Russell (5)  | Valley View Casino Center | 2 - 4 |
| 7     | 19 octobre | Golden State | D 112-123      | Brandon Ingram (21)   | Brandon Ingram (7)   | D'Angelo Russell (9)  | T-Mobile Arena            | 2 - 5 |
| 8     | 21 octobre | Phoenix      | D 94-98        | D'Angelo Russell (17) | Larry Nance, Jr. (9) | D'Angelo Russell (6)  | Honda Center              | 2 - 6 |

### Saison régulière
| Saison régulière Total: 26-56 (Domicile : 17-23 ; Extérieur : 9-33) |

| Match | Date match | Équipe          | Score     | Meilleur marqueur    | Meilleur rebondeur | Meilleur passeur     | Lieux Spectateurs       | Série |
| ----- | ---------- | --------------- | --------- | -------------------- | ------------------ | -------------------- | ----------------------- | ----- |
| 1     | 26 octobre | Houston         | V 120-114 | Jordan Clarkson (25) | Timofeï Mozgov (8) | Julius Randle (6)    | Staples Center          | 1 - 0 |
| 2     | 28 octobre | @ Utah          | D 89-96   | Lou Williams (17)    | Luol Deng (12)     | Lou Williams (6)     | Vivint Smart Home Arena | 1 - 1 |
| 3     | 30 octobre | @ Oklahoma City | D 96-113  | Randle, Russell (20) | Julius Randle (9)  | D'Angelo Russell (5) | Chesapeake Energy Arena | 1 - 2 |

| Match | Date match   | Équipe         | Score     | Meilleur marqueur       | Meilleur rebondeur    | Meilleur passeur      | Lieux Spectateurs       | Série   |
| ----- | ------------ | -------------- | --------- | ----------------------- | --------------------- | --------------------- | ----------------------- | ------- |
| 4     | 1er novembre | @ Indiana      | D 108-115 | Lou Williams (19)       | Julius Randle (10)    | Lou Williams (5)      | Bankers Life Fieldhouse | 1 - 3   |
| 5     | 2 novembre   | @ Atlanta      | V 123-116 | D'Angelo Russell (23)   | Luol Deng (10)        | D'Angelo Russell (8)  | Philips Arena           | 2 - 3   |
| 6     | 4 novembre   | Golden State   | V 117-97  | Randle, Williams (20)   | Julius Randle (14)    | Jordan Clarkson (5)   | Staples Center          | 3 - 3   |
| 7     | 6 novembre   | Phoenix        | V 119-108 | Nick Young (22)         | Timofeï Mozgov (8)    | Russell, Williams (7) | Staples Center          | 4 - 3   |
| 8     | 8 novembre   | Dallas         | D 97-109  | Jordan Clarkson (22)    | Julius Randle (10)    | D'Angelo Russell (7)  | Staples Center          | 4 - 4   |
| 9     | 10 novembre  | @ Sacramento   | V 101-91  | Lou Williams (21)       | Julius Randle (8)     | Randle, Clarkson (5)  | Golden 1 Center         | 5 - 4   |
| 10    | 12 novembre  | @ New Orleans  | V 126-99  | Jordan Clarkson (23)    | Julius Randle (11)    | Julius Randle (8)     | Smoothie King Center    | 6 - 4   |
| 11    | 13 novembre  | @ Minnesota    | D 99-125  | Lou Williams (17)       | Julius Randle (6)     | Russell, Williams (4) | Target Center           | 6 - 5   |
| 12    | 15 novembre  | Brooklyn       | V 125-118 | D'Angelo Russell (32)   | Julius Randle (14)    | Julius Randle (10)    | Staples Center          | 7 - 5   |
| 13    | 18 novembre  | San Antonio    | D 107-116 | Lou Williams (24)       | Julius Randle (9)     | Julius Randle (7)     | Staples Center          | 7 - 6   |
| 14    | 20 novembre  | Chicago        | D 110-118 | Lou Williams (25)       | Trois joueurs (6)     | D'Angelo Russell (7)  | Staples Center          | 7 - 7   |
| 15    | 22 novembre  | Oklahoma City  | V 111-109 | Jordan Clarkson (18)    | Calderón, Black (6)   | Lou Williams (5)      | Staples Center          | 8 - 7   |
| 16    | 23 novembre  | @ Golden State | D 106-149 | Trois joueurs (16)      | Deng, Nance, Jr. (7)  | José Calderón (6)     | Oracle Arena            | 8 - 8   |
| 17    | 25 novembre  | Golden State   | D 85-109  | Jordan Clarkson (20)    | Thomas Robinson (10)  | José Calderón (6)     | Staples Center          | 8 - 9   |
| 18    | 27 novembre  | Atlanta        | V 109-94  | Lou Williams (21)       | Larry Nance, Jr. (10) | Jordan Clarkson (5)   | Staples Center          | 9 - 9   |
| 19    | 29 novembre  | @ New Orleans  | D 88-105  | Lou Williams (16)       | Julius Randle (10)    | José Calderón (6)     | Smoothie King Center    | 9 - 10  |
| 20    | 30 novembre  | @ Chicago      | V 96-90   | Clarkson, Williams (18) | Julius Randle (20)    | Lou Williams (5)      | United Center           | 10 - 10 |

| Match | Date match  | Équipe         | Score     | Meilleur marqueur     | Meilleur rebondeur    | Meilleur passeur      | Lieux Spectateurs       | Série   |
| ----- | ----------- | -------------- | --------- | --------------------- | --------------------- | --------------------- | ----------------------- | ------- |
| 21    | 2 décembre  | @ Toronto      | D 80-113  | Brandon Ingram (17)   | Julius Randle (8)     | Lou Williams (4)      | Air Canada Centre       | 10 - 11 |
| 22    | 3 décembre  | @ Memphis      | D 100-103 | Lou Williams (40)     | Randle, Black (6)     | Marcelo Huertas (7)   | FedExForum              | 10 - 12 |
| 23    | 5 décembre  | Utah           | D 101-107 | Lou Williams (38)     | Julius Randle (11)    | Lou Williams (7)      | Staples Center          | 10 - 13 |
| 24    | 7 décembre  | @ Houston      | D 95-134  | Lou Williams (24)     | Julius Randle (10)    | Marcelo Huertas (7)   | Toyota Center           | 10 - 14 |
| 25    | 9 décembre  | Phoenix        | D 115-119 | Lou Williams (35)     | Luol Deng (11)        | Julius Randle (5)     | Staples Center          | 10 - 15 |
| 26    | 11 décembre | New York       | D 112-118 | Lou Williams (24)     | Julius Randle (10)    | Russell, Williams (5) | Staples Center          | 10 - 16 |
| 27    | 12 décembre | @ Sacramento   | D 92-116  | D'Angelo Russell (17) | Julius Randle (8)     | Trois joueurs (4)     | Golden 1 Center         | 10 - 17 |
| 28    | 14 décembre | @ Brooklyn     | D 97-107  | Lou Williams (16)     | Timofeï Mozgov (13)   | Quatre joueurs (2)    | Barclays Center         | 10 - 18 |
| 29    | 16 décembre | @ Philadelphie | V 100-89  | Julius Randle (25)    | Larry Nance, Jr. (11) | Julius Randle (4)     | Wells Fargo Center      | 11 - 18 |
| 30    | 17 décembre | @ Cleveland    | D 108-119 | Nick Young (32)       | Brandon Ingram (10)   | Brandon Ingram (9)    | Quicken Loans Arena     | 11 - 19 |
| 31    | 20 décembre | @ Charlotte    | D 113-117 | Jordan Clarkson (25)  | Luol Deng (7)         | Lou Williams (8)      | Time Warner Cable Arena | 11 - 20 |
| 32    | 22 décembre | @ Miami        | D 107-115 | Lou Williams (27)     | Thomas Robinson (12)  | D'Angelo Russell (7)  | American Airlines Arena | 11 - 21 |
| 33    | 23 décembre | @ Orlando      | D 90-109  | Jordan Clarkson (18)  | Thomas Robinson (11)  | Trois joueurs (3)     | Amway Center            | 11 - 22 |
| 34    | 25 décembre | L. A. Clippers | V 111-102 | Mozgov, Young (19)    | Luol Deng (12)        | Julius Randle (8)     | Staples Center          | 12 - 22 |
| 35    | 27 décembre | Utah           | D 100-102 | Julius Randle (25)    | Julius Randle (12)    | D'Angelo Russell (4)  | Staples Center          | 12 - 23 |
| 36    | 29 décembre | Dallas         | D 89-101  | Julius Randle (18)    | Thomas Robinson (10)  | D'Angelo Russell (6)  | Staples Center          | 12 - 24 |

| Match | Date match  | Équipe           | Score     | Meilleur marqueur     | Meilleur rebondeur | Meilleur passeur      | Lieux Spectateurs        | Série   |
| ----- | ----------- | ---------------- | --------- | --------------------- | ------------------ | --------------------- | ------------------------ | ------- |
| 37    | 1er janvier | Toronto          | D 114-123 | D'Angelo Russell (28) | Trois joueurs (9)  | Julius Randle (6)     | Staples Center           | 12 - 25 |
| 38    | 3 janvier   | Memphis          | V 116-102 | Nick Young (20)       | Julius Randle (14) | Julius Randle (11)    | Staples Center           | 13 - 25 |
| 39    | 5 janvier   | @ Portland       | D 109-118 | D'Angelo Russell (22) | Julius Randle (9)  | Julius Randle (5)     | Moda Center              | 13 - 26 |
| 40    | 6 janvier   | Miami            | V 127-100 | Lou Williams (24)     | Luol Deng (14)     | D'Angelo Russell (5)  | Staples Center           | 14 - 26 |
| 41    | 8 janvier   | Orlando          | V 111-95  | Julius Randle (19)    | Mozgov, Randle (9) | D'Angelo Russell (7)  | Staples Center           | 15 - 26 |
| 42    | 10 janvier  | Portland         | D 87-108  | Luol Deng (14)        | Julius Randle (10) | D'Angelo Russell (6)  | Staples Center           | 15 - 27 |
| 43    | 12 janvier  | @ San Antonio    | D 94-134  | Julius Randle (22)    | Julius Randle (6)  | Julius Randle (5)     | AT&T Center              | 15 - 28 |
| 44    | 14 janvier  | @ L. A. Clippers | D 97-113  | Jordan Clarkson (21)  | Julius Randle (8)  | Russell, Ingram (5)   | Staples Center           | 15 - 29 |
| 45    | 15 janvier  | Détroit          | D 97-102  | Lou Williams (26)     | Julius Randle (10) | Randle, Williams (4)  | Staples Center           | 15 - 30 |
| 46    | 17 janvier  | Denver           | D 121-127 | Lou Williams (24)     | Ivica Zubac (13)   | Randle, Williams (7)  | Staples Center           | 15 - 31 |
| 47    | 20 janvier  | Indiana          | V 108-96  | Lou Williams (27)     | Tarik Black (13)   | José Calderón (6)     | Staples Center           | 16 - 31 |
| 48    | 22 janvier  | @ Dallas         | D 73-122  | Lou Williams (15)     | Timofeï Mozgov (8) | Julius Randle (4)     | American Airlines Center | 16 - 32 |
| 49    | 25 janvier  | @ Portland       | D 98-105  | Lou Williams (31)     | Ivica Zubac (10)   | Lou Williams (5)      | Moda Center              | 16 - 33 |
| 50    | 26 janvier  | @ Utah           | D 88-96   | Lou Williams (20)     | Ivica Zubac (10)   | Jordan Clarkson (4)   | Vivint Smart Home Arena  | 16 - 34 |
| 51    | 31 janvier  | Denver           | V 120-116 | Nick Young (23)       | Tarik Black (8)    | D'Angelo Russell (10) | Staples Center           | 17 - 34 |

| Match               | Date match | Équipe          | Score     | Meilleur marqueur      | Meilleur rebondeur     | Meilleur passeur      | Lieux Spectateurs          | Série   |
| ------------------- | ---------- | --------------- | --------- | ---------------------- | ---------------------- | --------------------- | -------------------------- | ------- |
| 52                  | 2 février  | @ Washington    | D 108-116 | Jordan Clarkson (20)   | Tarik Black (11)       | D'Angelo Russell (11) | Verizon Center             | 17 - 35 |
| 53                  | 3 février  | @ Boston        | D 107-113 | Lou Williams (21)      | Larry Nance, Jr. (11)  | D'Angelo Russell (6)  | TD Garden                  | 17 - 36 |
| 54                  | 6 février  | @ New York      | V 121-107 | Lou Williams (22)      | Black, Nance, Jr. (10) | D'Angelo Russell (6)  | Madison Square Garden      | 18 - 36 |
| 55                  | 8 février  | @ Détroit       | D 102-121 | Randle, Williams (17)  | Tarik Black (10)       | Ingram, Russell (5)   | Palace of Auburn Hills     | 18 - 37 |
| 56                  | 10 février | @ Milwaukee     | V 122-114 | Nick Young (24)        | Julius Randle (7)      | D'Angelo Russell (5)  | BMO Harris Bradley Center  | 19 - 37 |
| 57                  | 14 février | Sacramento      | D 96-97   | Lou Williams (29)      | Clarkson, Randle (7)   | Lou Williams (5)      | Staples Center             | 19 - 38 |
| 58                  | 15 février | @ Phoenix       | D 101-137 | Russell, Williams (21) | Julius Randle (10)     | Larry Nance, Jr. (5)  | Talking Stick Resort Arena | 19 - 39 |
| All-Star Break 2017 |            |                 |           |                        |                        |                       |                            |         |
| 59                  | 24 février | @ Oklahoma City | D 93-110  | D'Angelo Russell (29)  | Larry Nance, Jr. (12)  | D'Angelo Russell (6)  | Staples Center             | 19 - 40 |
| 60                  | 26 février | San Antonio     | D 98-119  | Brandon Ingram (22)    | Julius Randle (12)     | Julius Randle (4)     | Staples Center             | 19 - 41 |
| 61                  | 28 février | Charlotte       | D 104-109 | Randle, Russell (23)   | Julius Randle (18)     | D'Angelo Russell (9)  | Staples Center             | 19 - 42 |

| Match | Date match | Équipe         | Score          | Meilleur marqueur      | Meilleur rebondeur     | Meilleur passeur        | Lieux Spectateurs          | Série   |
| ----- | ---------- | -------------- | -------------- | ---------------------- | ---------------------- | ----------------------- | -------------------------- | ------- |
| 62    | 3 mars     | Boston         | D 95-115       | Jordan Clarkson (20)   | Julius Randle (7)      | Nance, Jr., Russell (4) | Staples Center             | 19 - 43 |
| 63    | 5 mars     | New Orleans    | D 97-105       | Nick Young (19)        | Julius Randle (12)     | D'Angelo Russell (7)    | Staples Center             | 19 - 44 |
| 64    | 7 mars     | @ Dallas       | D 111-122      | Russell, Clarkson (22) | Julius Randle (18)     | Julius Randle (10)      | American Airlines Center   | 19 - 45 |
| 65    | 9 mars     | @ Phoenix      | V 122-110      | D'Angelo Russell (28)  | Randle, Nance, Jr. (8) | Randle, Brewer (4)      | Talking Stick Resort Arena | 20 - 45 |
| 66    | 12 mars    | Philadelphie   | D 116-118      | Jordan Clarkson (30)   | Julius Randle (12)     | Jordan Clarkson (8)     | Staples Center             | 20 - 46 |
| 67    | 13 mars    | @ Denver       | D 101-129      | Ivica Zubac (25)       | Ivica Zubac (11)       | Clarkson, Russell (3)   | Pepsi Center               | 20 - 47 |
| 68    | 15 mars    | @ Houston      | D 100-139      | Julius Randle (32)     | Julius Randle (8)      | Ingram, Clarkson (3)    | Toyota Center              | 20 - 48 |
| 69    | 17 mars    | Milwaukee      | D 103-107      | Jordan Clarkson (21)   | Julius Randle (12)     | Julius Randle (8)       | Staples Center             | 20 - 49 |
| 70    | 19 mars    | Cleveland      | D 120-125      | D'Angelo Russell (40)  | Corey Brewer (9)       | Julius Randle (7)       | Staples Center             | 20 - 50 |
| 71    | 21 mars    | L. A. Clippers | D 109-133      | Brandon Ingram (21)    | Randle, Zubac (7)      | Clarkson, Russell (5)   | Staples Center             | 20 - 51 |
| 72    | 24 mars    | Minnesota      | V 130-119 (OT) | Jordan Clarkson (35)   | Julius Randle (12)     | D'Angelo Russell (6)    | Staples Center             | 21 - 51 |
| 73    | 26 mars    | Portland       | D 81-97        | D'Angelo Russell (22)  | Julius Randle (9)      | Jordan Clarkson (6)     | Staples Center             | 21 - 52 |
| 74    | 28 mars    | Washington     | D 108-119      | D'Angelo Russell (28)  | Larry Nance, Jr. (11)  | D'Angelo Russell (9)    | Staples Center             | 21 - 53 |
| 75    | 30 mars    | @ Minnesota    | D 104-119      | Jordan Clarkson (18)   | Julius Randle (13)     | Jordan Clarkson (7)     | Target Center              | 21 - 54 |

| Match | Date match | Équipe           | Score     | Meilleur marqueur      | Meilleur rebondeur    | Meilleur passeur     | Lieux Spectateurs | Série   |
| ----- | ---------- | ---------------- | --------- | ---------------------- | --------------------- | -------------------- | ----------------- | ------- |
| 76    | 1er avril  | @ L. A. Clippers | D 104-115 | David Nwaba (19)       | Thomas Robinson (9)   | D'Angelo Russell (6) | Staples Center    | 21 - 55 |
| 77    | 2 avril    | Memphis          | V 108-103 | D'Angelo Russell (28)  | Larry Nance, Jr. (14) | D'Angelo Russell (5) | Staples Center    | 22 - 55 |
| 78    | 5 avril    | @ San Antonio    | V 102-95  | Tyler Ennis (19)       | Larry Nance, Jr. (9)  | Tyler Ennis (6)      | AT&T Center       | 23 - 55 |
| 79    | 7 avril    | Sacramento       | V 98-94   | Julius Randle (25)     | Larry Nance, Jr. (11) | Jordan Clarkson (6)  | Staples Center    | 24 - 55 |
| 80    | 9 avril    | Minnesota        | V 110-109 | Tyler Ennis (20)       | Larry Nance, Jr. (10) | Larry Nance, Jr. (6) | Staples Center    | 25 - 55 |
| 81    | 11 avril   | New Orleans      | V 108-96  | Metta World Peace (18) | Tarik Black (9)       | Brandon Ingram (6)   | Staples Center    | 26 - 55 |
| 82    | 12 avril   | @ Golden State   | D 94-109  | Jordan Clarkson (17)   | Larry Nance, Jr. (11) | Ingram, Ennis (5)    | Oracle Arena      | 26 - 56 |

## Confrontations
| Conférence Est      | Conférence Est                              | Conférence Est                              | Conférence Ouest                            | Conférence Ouest                            | Conférence Ouest                            | Conférence Ouest                            | Conférence Ouest                            |
| Division Atlantique | Division Atlantique                         | Division Atlantique                         | Division Nord-Ouest                         | Division Nord-Ouest                         | Division Nord-Ouest                         | Division Nord-Ouest                         | Division Nord-Ouest                         |
| Équipe              | Domicile                                    | Extérieur                                   | Équipe                                      | Domicile                                    | Domicile                                    | Extérieur                                   | Extérieur                                   |
| ------------------- | ------------------------------------------- | ------------------------------------------- | ------------------------------------------- | ------------------------------------------- | ------------------------------------------- | ------------------------------------------- | ------------------------------------------- |
| Boston              | 95-115                                      | 107-113                                     | Denver                                      | 121-127                                     | 120-116                                     | 101-129                                     |                                             |
| Brooklyn            | 125-118                                     | 97-107                                      | Minnesota                                   | 130-119 (OT)                                | 110-109                                     | 99-125                                      | 104-119                                     |
| New York            | 112-118                                     | 121-107                                     | Oklahoma City                               | 111-109                                     |                                             | 96-113                                      | 93-110                                      |
| Philadelphie        | 116-118                                     | 100-89                                      | Portland                                    | 87-108                                      | 81-97                                       | 109-118                                     | 98-105                                      |
| Toronto             | 114-123                                     | 80-113                                      | Utah                                        | 101-107                                     | 100-102                                     | 89-96                                       | 88-96                                       |
|                     | 1–4                                         | 2–3                                         |                                             | 4–5                                         | 4–5                                         | 0–9                                         | 0–9                                         |
| Division            | 3–7                                         | 3–7                                         | Division                                    | 4–14                                        | 4–14                                        | 4–14                                        | 4–14                                        |
| Division Atlantique | Division Atlantique                         | Division Atlantique                         | Division Nord-Ouest                         | Division Nord-Ouest                         | Division Nord-Ouest                         | Division Nord-Ouest                         | Division Nord-Ouest                         |
| Équipe              | Domicile                                    | Extérieur                                   | Équipe                                      | Domicile                                    | Domicile                                    | Extérieur                                   | Extérieur                                   |
| Chicago             | 110-118                                     | 96-90                                       | Golden State                                | 117-97                                      | 85-109                                      | 106-149                                     |                                             |
| Cleveland           | 120-125                                     | 108-119                                     | L.A. Clippers                               | 111-102                                     | 109-133                                     | 97-113                                      | 104-115                                     |
| Detroit             | 97-102                                      | 102-121                                     |                                             |                                             |                                             |                                             |                                             |
| Indiana             | 108-96                                      | 108-115                                     | Phoenix                                     | 119-108                                     | 115-119                                     | 101-137                                     | 122-110                                     |
| Milwaukee           | 103-107                                     | 122-114                                     | Sacramento                                  | 96-97                                       | 98-94                                       | 101-91                                      | 92-116                                      |
|                     | 1–4                                         | 2–3                                         |                                             | 4–4                                         | 4–4                                         | 2–5                                         | 2–5                                         |
| Division            | 3–7                                         | 3–7                                         | Division                                    | 6–9                                         | 6–9                                         | 6–9                                         | 6–9                                         |
| Division Atlantique | Division Atlantique                         | Division Atlantique                         | Division Nord-Ouest                         | Division Nord-Ouest                         | Division Nord-Ouest                         | Division Nord-Ouest                         | Division Nord-Ouest                         |
| Équipe              | Domicile                                    | Extérieur                                   | Équipe                                      | Domicile                                    | Domicile                                    | Extérieur                                   | Extérieur                                   |
| Atlanta             | 109-94                                      | 123-116                                     | Dallas                                      | 97-109                                      | 89-101                                      | 73-122                                      | 111-122                                     |
| Charlotte           | 104-109                                     | 113-117                                     | Houston                                     | 120-114                                     |                                             | 95-134                                      | 100-139                                     |
| Miami               | 127-100                                     | 107-115                                     | Memphis                                     | 116-102                                     | 108-103                                     | 100-103                                     |                                             |
| Orlando             | 120-95                                      | 90-109                                      | La Nouvelle-Orléans                         | 97-105                                      |                                             | 88-105                                      | 126-99                                      |
| Washington          | 108-119                                     | 108-116                                     | San Antonio                                 | 107-116                                     | 98-119                                      | 94-134                                      | 102-95                                      |
|                     | 3–2                                         | 1–4                                         |                                             | 3–5                                         | 3–5                                         | 2–7                                         | 2–7                                         |
| Division            | 4–6                                         | 4–6                                         | Division                                    | 5–12                                        | 5–12                                        | 5–12                                        | 5–12                                        |
| Conférence          | 10–20 (Domicile : 5–10 ; Extérieur : 5–10)  | 10–20 (Domicile : 5–10 ; Extérieur : 5–10)  | Conférence                                  | 15–35 (Domicile : 11–14 ; Extérieur : 4–21) | 15–35 (Domicile : 11–14 ; Extérieur : 4–21) | 15–35 (Domicile : 11–14 ; Extérieur : 4–21) | 15–35 (Domicile : 11–14 ; Extérieur : 4–21) |
| Total               | 25-55 (Domicile : 16–24 ; Extérieur : 9–31) | 25-55 (Domicile : 16–24 ; Extérieur : 9–31) | 25-55 (Domicile : 16–24 ; Extérieur : 9–31) | 25-55 (Domicile : 16–24 ; Extérieur : 9–31) | 25-55 (Domicile : 16–24 ; Extérieur : 9–31) | 25-55 (Domicile : 16–24 ; Extérieur : 9–31) | 25-55 (Domicile : 16–24 ; Extérieur : 9–31) |

## Classements
| Conférence Ouest | Conférence Ouest                | Conférence Ouest | Conférence Ouest | Conférence Ouest | Conférence Ouest | Conférence Ouest | Conférence Ouest |
| No               | Franchise                       | Vic.             | Def.             | MJ               | MR               | V/D              | GB               |
| ---------------- | ------------------------------- | ---------------- | ---------------- | ---------------- | ---------------- | ---------------- | ---------------- |
| 1                | Warriors de Golden State        | 67               | 15               | 82               | 0                | .817             | -                |
| 2                | Spurs de San Antonio            | 61               | 21               | 82               | 0                | .744             | 6                |
| 3                | Rockets de Houston              | 55               | 27               | 82               | 0                | .671             | 12               |
| 4                | Clippers de Los Angeles         | 51               | 31               | 82               | 0                | .622             | 16               |
| 5                | Jazz de l'Utah                  | 51               | 31               | 82               | 0                | .622             | 16               |
| 6                | Thunder d'Oklahoma City         | 47               | 35               | 82               | 0                | .573             | 20               |
| 7                | Grizzlies de Memphis            | 43               | 39               | 82               | 0                | .524             | 24               |
| 8                | Trail Blazers de Portland       | 41               | 41               | 82               | 0                | .500             | 26               |
|                  |                                 |                  |                  |                  |                  |                  |                  |
| 9                | Nuggets de Denver               | 40               | 42               | 82               | 0                | .488             | 27               |
| 10               | Pelicans de La Nouvelle-Orléans | 34               | 48               | 82               | 0                | .415             | 33               |
| 11               | Mavericks de Dallas             | 33               | 49               | 82               | 0                | .402             | 34               |
| 12               | Kings de Sacramento             | 32               | 50               | 82               | 0                | .390             | 35               |
| 13               | Timberwolves du Minnesota       | 31               | 51               | 82               | 0                | .378             | 36               |
| 14               | Lakers de Los Angeles           | 26               | 56               | 82               | 0                | .317             | 41               |
| 15               | Suns de Phoenix                 | 24               | 58               | 82               | 0                | .293             | 43               |

| Division Pacifique       | V  | D  | MJ | V/D  | GB | Dom   | Ext   | Div  | Conf  |
| ------------------------ | -- | -- | -- | ---- | -- | ----- | ----- | ---- | ----- |
| Warriors de Golden State | 67 | 15 | 82 | .817 | -  | 36-5  | 31-10 | 14-2 | 42-10 |
| Clippers de Los Angeles  | 51 | 31 | 82 | .622 | 16 | 29-12 | 22-19 | 10-6 | 31-21 |
| Kings de Sacramento      | 32 | 50 | 82 | .390 | 35 | 17-24 | 15-26 | 7-9  | 21-31 |
| Lakers de Los Angeles    | 26 | 56 | 82 | .317 | 41 | 17-24 | 9-32  | 6-10 | 16-36 |
| Suns de Phoenix          | 24 | 58 | 82 | .293 | 43 | 15-26 | 9-32  | 3-13 | 11-41 |

## Effectif actuel
| Lakers de Los Angeles Effectif actuel |    |                        |                     |                        |
| Entraîneur : Luke Walton              |    |                        |                     |                        |
| Ailier fort                           | 28 | Drapeau des États-Unis | Tarik Black         | Kansas                 |
| Meneur                                | 5  | Drapeau de l'Espagne   | José Calderón       | Espagne                |
| Meneur, Arrière                       | 6  | Drapeau des États-Unis | Jordan Clarkson (C) | Missouri               |
| Ailier                                | 9  | /                      | Luol Deng           | Duke                   |
| Meneur, Arrière                       | 4  | Drapeau du Brésil      | Marcelinho Huertas  | Coppell HS             |
| Ailier                                | 14 | Drapeau des États-Unis | Brandon Ingram      | Duke                   |
| Pivot                                 | 20 | Drapeau de la Russie   | Timofeï Mozgov      | Russie                 |
| Ailier fort                           | 7  | Drapeau des États-Unis | Larry Nance, Jr.    | Duke                   |
| Ailier fort                           | 30 | Drapeau des États-Unis | Julius Randle       | Kentucky               |
| Ailier fort                           | 15 | Drapeau des États-Unis | Thomas Robinson     | Kansas                 |
| Meneur, Arrière                       | 1  | Drapeau des États-Unis | D'Angelo Russell    | Ohio State             |
| Arrière                               | 23 | Drapeau des États-Unis | Louis Williams      | South Gwinnett HS (GA) |
| Ailier                                | 37 | Drapeau des États-Unis | Metta World Peace   | Saint John             |
| Arrière                               | 0  | Drapeau des États-Unis | Nick Young          | USC                    |
| Pivot                                 | 40 | Drapeau de la Croatie  | Ivica Zubac         | Croatie                |
| (C) Capitaine - Blessé                |    |                        |                     |                        |

## Contrats et salaires 2016-2017
| Joueur               | Poste          | Âge            | Exp            | Contrat                | Salaire 2016-2017 | Fin du contrat |
| -------------------- | -------------- | -------------- | -------------- | ---------------------- | ----------------- | -------------- |
| Joueurs actuels      |                |                |                |                        |                   |                |
| Tarik Black          | C              | 24             | 2              | 12 846 325 $ sur 2 ans | 6 191 000 $       | 2018           |
| José Manuel Calderón | PG             | 35             | 11             | 29 000 000 $ sur 4 ans | 7 708 427 $       | 2017           |
| Jordan Clarkson      | SG             | 24             | 2              | 50 000 000 $ sur 4 ans | 12 500 000 $      | 2020           |
| Luol Deng            | SF             | 31             | 12             | 72 000 000 $ sur 4 ans | 18 000 000 $      | 2020           |
| Marcelinho Huertas   | PG             | 33             | 1              | 3 067 600 $ sur 2 ans  | 1 500 000 $       | 2018           |
| Brandon Ingram       | SF             | 19             | 0              | 10 801 080 $ sur 2 ans | 5 281 680 $       | 2020           |
| Timofeï Mozgov       | C              | 30             | 6              | 64 000 000 $ sur 4 ans | 16 000 000 $      | 2020           |
| Larry Nance, Jr.     | PF             | 23             | 1              | 3 622 920 $ sur 3 ans  | 1 207 680 $       | 2019           |
| Julius Randle        | PF             | 25             | 1              | 13 545 962 $ sur 4 ans | 3 267 120 $       | 2018           |
| Thomas Robinson      | PF             | 25             | 4              | 1 050 961 $ sur 1 an   | 980,431 $*        | 2017           |
| D'Angelo Russell     | PG             | 20             | 1              | 15 998 280 $ sur 3 ans | 5 332 800 $       | 2019           |
| Louis Williams       | SG             | 30             | 11             | 21 000 000 $ sur 3 ans | 7 000 000 $       | 2018           |
| Metta World Peace    | SF             | 36             | 15             | 1 551 659 $ sur 1 an   | 980,431 $*        | 2017           |
| Nick Young           | SF             | 31             | 9              | 21 326 174 $ sur 4 ans | 5 443 918 $       | 2018           |
| Ivica Zubac          | C              | 19             | 0              | 3 244 587 $ sur 3 ans  | 1 034 956 $       | 2019           |
| Total salaire        | Total salaire  | Total salaire  | Total salaire  | Total salaire          | 92 428 443 $      | -              |
| Joueurs coupés       | Joueurs coupés | Joueurs coupés | Joueurs coupés | Joueurs coupés         | 1 184 636 $       | -              |
|                      |                |                |                |                        |                   |                |
| Total                | Total          | Total          | Total          | Total                  | 93 613 079 $      | Différence     |
| Salary Cap           | Salary Cap     | Salary Cap     | Salary Cap     | Salary Cap             | 94 143 000 $      | 529,921 $      |
| Luxury Tax           | Luxury Tax     | Luxury Tax     | Luxury Tax     | Luxury Tax             | 113 287 000 $     | 19 673 921 $   |

- 2017 = Joueurs qui peuvent quitter le club à la fin de cette saison.
- *Contrat non garanti.

## Transferts

### Échanges
| Juillet        | Juillet | Juillet                                       | Juillet                |
| -------------- | --- | --------------------------------------------- | ---------------------- |
| 7 juillet 2016 | Échange à deux équipes                                                                                                | Échange à deux équipes                        | Échange à deux équipes |
| 7 juillet 2016 | Vers Lakers de Los Angeles - José Manuel Calderón - Second tour de draft 2018 (de Denver) - Second tour de draft 2019 | Vers Bulls de Chicago - Droits sur Ater Majok | [ 2 ]                  |

### Joueurs qui re-signent
| Joueur          | Contrat                           | Référence |
| --------------- | --------------------------------- | --------- |
| Tarik Black     | Contrat de 12 850 000 $ sur 2 ans | [ 3 ]     |
| Jordan Clarkson | Contrat de 50 000 000 $ sur 4 ans | [ 4 ]     |

#### Options joueur et équipe
| Joueur       | Option                                                                                   |
| ------------ | ---------------------------------------------------------------------------------------- |
| Brandon Bass | Décline son option joueur de 3 140 000 $ pour la saison 2016-2017 et devient agent libre |

### Arrivés
| Joueur                             | Contrat                           | Provenance             | Référence |
| ---------------------------------- | --------------------------------- | ---------------------- | --------- |
| Luol Deng                          | Contrat de 72 000 000 $ sur 4 ans | Heat de Miami          | [ 4 ]     |
| Timofeï Mozgov                     | Contrat de 64 000 000 $ sur 4 ans | Cavaliers de Cleveland | [ 5 ]     |
| Ivica Zubac (Draft 2016, choix 32) | Contrat de 3 200 000 $ sur 3 ans  | KK Mega Leks           | [ 4 ]     |

### Départs
| Joueur       | Raison départ | Nouvelle équipe ¹       | Référence |
| ------------ | ------------- | ----------------------- | --------- |
| Brandon Bass | Agent libre   | Clippers de Los Angeles | [ 6 ]     |
| Roy Hibbert  | Agent libre   | Hornets de Charlotte    | [ 7 ]     |

¹ Il s'agit de l’équipe pour laquelle le joueur a signé après son départ, il a pu entre-temps changer d'équipe ou encore de pays.